# Rödtonad ginstmätare
Rödtonad ginstmätare (Chesias rufata) är en fjärilsart som beskrevs 1775 av Johan Christian Fabricius. Arten ingår i släktet Chesias och familjen mätare (Geometridae).

## Utbredning och systematik
Den har ett stort utbredningsområde i centrala och västra Europa, inklusive Storbritannien och Irland. Den förekommer även från Marocko till Anatolien.
Sex underarter finns listade i Catalogue of Life:
- Chesias rufata cinereata Staudinger, 1901
- Chesias rufata obliquaria Schiffermüller, 1775
- Chesias rufata occidentalis Delahaye, 1900
- Chesias rufata ornata Heydemann, 1933
- Chesias rufata plumbeata Staudinger, 1901
- Chesias rufata scotica Richardson, 1952

### Förekomst i Sverige
I Sverige förekommer arten sällsynt i Skåne och Halland och enligt den svenska rödlistan är arten starkt hotad (EN) i Sverige. 

## Utseende och ekologi
Rödtonad ginstmätare har ett vingspann på 26–32 millimetres. Den föredrar hedar, buskiga sluttningar och steniga dalar där det växer ginst. Den förekommer upp till 1500 meter över havet, i Alperna.